# Zo kan het dus ook Part 2
Zo kan het dus ook Part 2 is een lied van de Nederlandse zangeres Maan. Het werd in 2020 als single uitgebracht.

## Achtergrond
Zo kan het dus ook Part 2 is geschreven door Maan de Steenwinkel, Alain Clark en Loek van der Grinten en geproduceerd door Clark. Het is een lied uit het genre nederpop. Het lied is de opvolger van de single Zo kan het dus ook uit 2019. Waar de zangeres in dat lied zingt over de ideale man in een relatie, gaat het tweede deel over een relatiebreuk. In het lied bezingt de zangeres hoe een relatiebreuk ook "normaal" kan lopen zonder dat de twee elkaar niet meer hoeven te spreken en elkaar niet meer aardig vinden. De zangeres schreef het nummer over het einde van haar relatie met Tony Junior en is dus ook autobiografisch.
In de bijbehorende video danst de zangeres zelf in een moderne dans-choreografie van Emma Evelein. Deze videoclip is tegelijkertijd een eerbetoon van de zangeres aan haar grootouders, die vroeger een dansschool bezaten.

## Hitnoteringen
De zangeres had succes met het lied in de hitlijsten van het Nederlands taalgebied. Het piekte op de 98e plaats van de Single Top 100 in de enige week dat het in deze hitlijst stond. De Top 40 werd niet bereikt; het lied bleef steken op de tweede positie van de Tipparade. Ook in de Vlaamse Ultratop 50 was er geen notering. Het kwam hier tot de 25e plek van de Ultratip 100.